# Ferdinand Arnošt Hýzrle z Chodů
Ferdinand Arnošt svobodný pán Hýzrle z Chodů (Ferdinand Ernst Freiherr Hisrle / Hieserl von Chodau, 1622 – 24. července 1692, Praha) byl český šlechtic z rodu Hýzrlů. Dlouhodobě působil v různých úřadech zemské správy Českého království, krátce před smrtí dosáhl funkce prezidenta české komory (1692). Vlastnil menší statky v různých částech Čech, byl také stavebníkem a majitelem paláce v Praze.

## Životopis

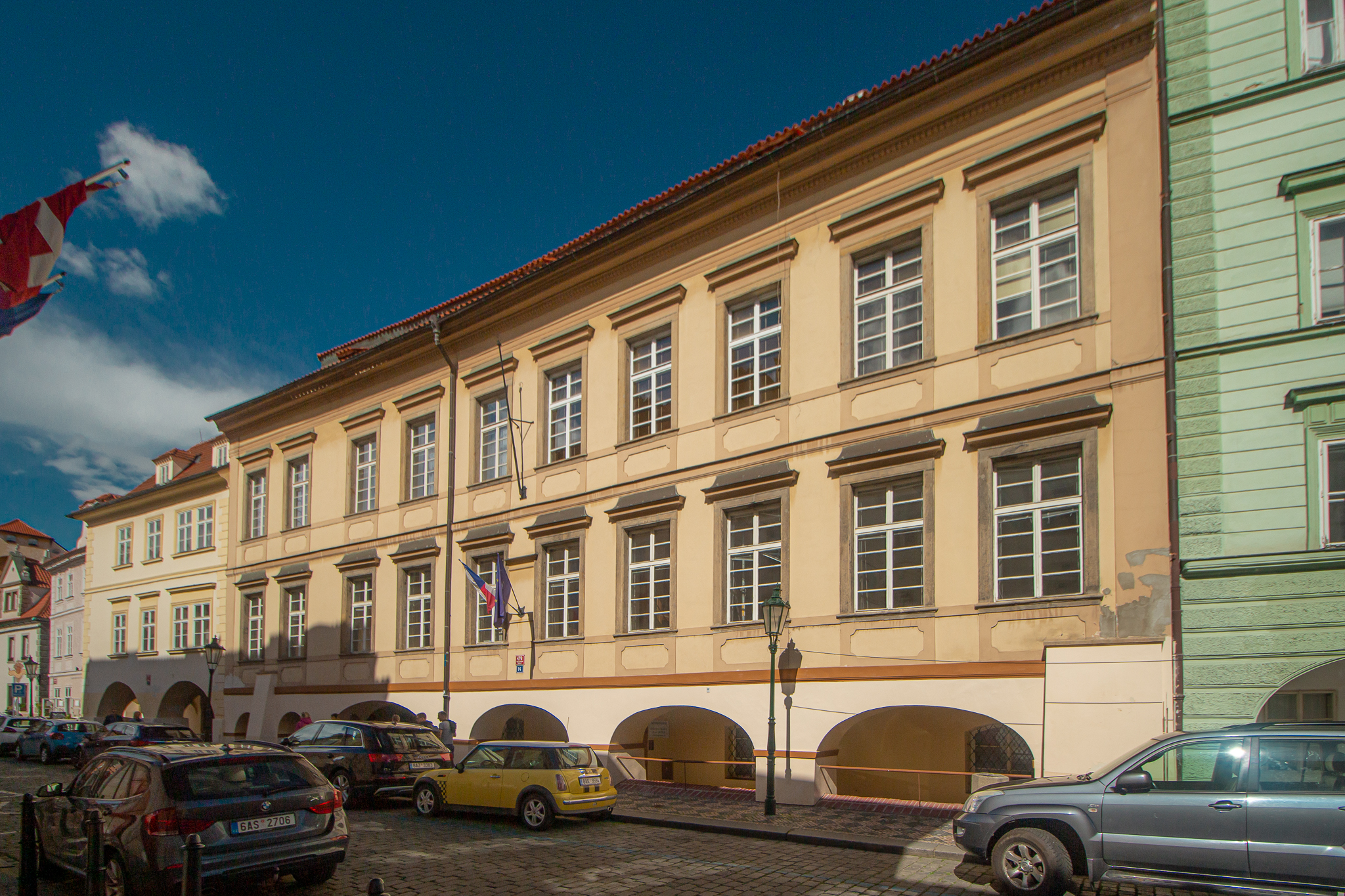
Palác na Maltézském náměstí v Praze, sídlo Ferdinanda Arnošta Hýzrla z Chodů 1664–1692

Pocházel z českého šlechtického rodu německého původu, narodil se jako starší syn královského místokomorníka Bernarda Hýzrleho z Chodů († 1652) a Anežky, rozené Robmhapové ze Suché. 
Od mládí působil v zemské správě, stal se císařským radou, skutečným komorníkem a později zemským soudcem. Celkem třikrát byl krátce hejtmanem litoměřického kraje (1650, 1654, 1656), po roce 1652 byl členem jedné z vizitačních komisí pro vypracování berní ruly. Spolu s generálem Harantem vedl v roce 1680 komisi vyšetřující selské rebelie v severních Čechách (Hýzrle je uváděn jako nejvyšší civilní komisař). Krátce před smrtí zastával funkci prezidenta komory Českého království (1692).
Po otci zdědil statek Želibořice na Prachaticku, který krátce poté prodal, a během dalších let krátkodobě vlastnil menší či větší statky v různých částech Čech (Čakovice, Ronov nad Doubravou). Jeho hlavním sídlem se stal dnes již neexistující zámek v Drahobuzi, který získal svým druhým sňatkem s Eusebií Alžbětou Malovcovou. Se zámkem v Drahobuzi jsou spojeny pobyty Bohuslava Balbína, který byl Hýzrleho přítelem. Panství Drahobuz bylo prodáno v roce 1679 Kinským.
V Praze koupil renesanční dům U sedmi čertů na Maltézském náměstí č.p. 14 a po roce 1664 jej nechal přestavět do podoby barokního paláce. Jeho dědicové palác prodali a později nesl jméno dalších majitelů Straků z Nedabylic.
Byl dvakrát ženatý, poprvé s hraběnkou Kateřinou Lamboyovou, jeho druhou manželkou byla Eusebie Alžběta Malovcová z Chýnova († 1681), dědička Drahobuze. Z druhého manželství pocházelo pět dětí, jediný syn Jan Antonín byl přísedícím zemského a komorního soudu, hejtmanem litoměřického a žateckého kraje. Sňatkem získal další statky v severních Čechách (Křemýž, Tuchořice).
Ferdinandova starší sestra Ludmila Eva (1616–1695) byla významnou mecenáškou katolické církve, proslula především věnováním drahokamů ze svých svatebních šatů pro vyhotovení vzácné barokní monstrance Pražské slunce. Byla třikrát provdaná, jejím třetím manželem byl dlouholetý nejvyšší hofmistr a nejvyšší zemský sudí hrabě Vilém Albrecht Krakovský z Kolovrat (1600–1688).